# Атол
Атол је корално острво. Окружују га корали који расту око вулканских острва у тропским морима, нарочито у Тихом и Индијском океану.  Атоли имају облик прстена, али и полукруга, на средини је плитки залив — лагуна. Већи атоли су насељени, где нема извора слатке пијаће воде, зато живот становника зависи од кишнице.
Два различита, подробно цитирана модела, модел слегања и претходнички крашки модел, коришћени су да се објасни развој атола. Према моделу слегања Чарлса Дарвина, формирање атола се објашњава спуштањем вулканског острва око којег се формирао корални гребен. Током геолошког времена, вулканско острво изумире и еродира док се потпуно не спусти испод површине океана. Како вулканско острво тоне, корални гребен постаје баријерни гребен који је одвојен од острва. На крају, гребен и корална острвца на његовом врху су све што је остало од првобитног острва, а лагуна је заузела место бившег вулкана. Лагуна није некадашњи вулкански кратер. Да би атол опстао, корални гребен мора да се одржава на површини мора, при чему раст корала одговара било којој релативној промени нивоа мора (слегање острва или пораст океана).
Алтернативни модел за порекло атола, назван претходнички крашки модел, први је предложио Ј. Е. Хофмајстер, касније га је ревидирао Е. Г. Пруди, и испитао и модификовао коришћењем компилације сеизмичке рефлексије и података о бушотинама са разних атола А. В. Дроклер и други. У претходничком крашком моделу, први корак у формирању атола је развој коралног гребена са равним врхом, налик на хумке, током спуштања океанског острва вулканског или невулканског порекла испод нивоа мора. Затим, када релативни ниво мора падне испод нивоа равне површине коралног гребена, он је изложен атмосфери као острво са равним врхом које се раствара падавинама и формира кречњачки крас. Због хидролошких својстава овог крша, брзина растварања изложеног корала је најнижа дуж његовог обода, а брзина растварања расте према унутра до максимума у центру острва. Као резултат, формира се острво у облику тањира са подигнутим ободом. Када релативни ниво мора поново потопи острво, обод ствара стеновито језгро на којем корали поново расту и формирају острва атола, а поплављено дно тањира формира лагуну унутар њих.

## Употреба
Реч атол потиче од дихивехијске речи atholhu (дивехијски: އަތޮޅު), што значи длан руке.OED Дивехијски је индоаријевски језик који се говори на Малдивима. Прва забележена употреба речи у енглеском језику била је 1625. године као atollon. Чарлс Дарвин је сковао термин у својој монографији Структура и дистрибуција коралних гребена. Он је препознао је аутохтоно порекло те речи и дефинисао је као „кружну групу коралних острва”, што је синоним за „острво лагуне”.
Модерније дефиниције атола их описују као "прстенасте гребене који затварају лагуну у којој нема ртова осим гребена и острвца састављених од гребенског детритуса или „у искључиво морфолошком смислу, [као] гребен у облику прстена који ограђује лагуну”.

## Величина и расподела
У свету постоји око 440 атола.
Већина атола на свету се налази у Тихом океану (попут Туамотуа, Каролинских острва, Маршалских острва, Острва Коралног мора и групе острва Кирибата, Тувалуа и Токелауа) и Индијском океану (Малдивски архипелаг, Лакадивска острва, архипелага Чагос и Спољашња острва Сејшела). У Атлантском океану нема великих група острва осим осам атола источно од Никарагве који припадају колумбијском департману Сан Адреас и Провиденција у Карипском мору.
Корали који граде гребене успевају само у топлим тропским и суптропским водама океана и мора, те се атоли налазе само у тропима и суптропима. Најсевернији атол света је атол Куре на 28°24′ С, заједно са другим атолима северозападних Хавајских острва. Најјужнији атоли света су Елизабет гребен на 29°58′ Ј, и оближњи Мидлтон гребен на 29°29′ Ј, у Тасманском мору, а оба су део територије острва Коралног мора. Следећи јужни атол је острво Дуси у групи острва Питкерн, на 24°40′ јужне дужине. Атол најближи екватору је Аранука из Кирибатија. Његов јужни врх је само 12 km (7 миља) северно од екватора.
Бермуда се понекад сматрају „најсевернијим атолом” на географској ширини од 32°24′ С. На овој географској ширини, корални гребени се не би развили без загревања вода Голфске струје. Међутим, Бермуда се називају псеудоатол јер њихов општи облик, иако подсећа на атол, има веома другачији начин формирања.
| Име                                                       | Положај                                     | Локација                      | Површина (km²) | Напомене                               |
| --------------------------------------------------------- | ------------------------------------------- | ----------------------------- | -------------- | -------------------------------------- |
| Велико Чагос брег                                         | 6° 10′ Ј; 72° 00′ И / 6.17° Ј; 72.00° И     | Индијски океан                | 12.642         | Копнена површина 4,5 km²               |
| Рид брег                                                  | 11° 27′ С; 116° 54′ И / 11.45° С; 116.90° И | Острва Спретли                | 8.866          | Потопљен, најплиће 9 m                 |
| Маклсфилд брег                                            | 16° 00′ С; 114° 30′ И / 16.00° С; 114.50° И | Јужно кинеско море            | 6.448          | Потопљен, најплиће 9,2 m               |
| Северни брег (Ричијев брег, северно од Саја де Мала брег) | 9° 04′ Ј; 60° 12′ И / 9.07° Ј; 60.20° И     | Северно од Саја де Мала брег  | 5.800          | Потопљен, најплиће <10 m               |
| Росалинд Брег                                             | 16° 26′ С; 80° 31′ З / 16.43° С; 80.52° З   | Кариби                        | 4.500          | Потопљен, најплиће 7,3 m               |
| Тиладунмати (Бодутиладунмати)                             | 6° 44′ С; 73° 02′ И / 6.73° С; 73.04° И     | Малдиви                       | 3.850          | Land area 51 km²                       |
| Честерфилдска острва                                      | 19° 21′ Ј; 158° 40′ И / 19.35° Ј; 158.66° И | Нова Каледонија               | 3.500          | Копнена површина <10 km²               |
| Хуваду атол                                               | 0° 30′ С; 73° 18′ И / 0.50° С; 73.30° И     | Малдиви                       | 3.152          | Копнена површина 38,5 km²              |
| Трук лагуна                                               | 7° 25′ С; 151° 47′ И / 7.42° С; 151.78° И   | Чук, СДМ                      | 3.152          | [ 15 ]                                 |
| Сабалана острва                                           | 6° 45′ Ј; 118° 50′ И / 6.75° Ј; 118.83° И   | Индонезија                    | 2.694          |                                        |
| Нукуоро атол                                              | 3° 51′ С; 154° 56′ И / 3.85° С; 154.94° И   | Понпеи, СДМ                   | 40             | Копнена површина 1,7 km² на 40 стрваца |
| Лихоу гребен                                              | 17° 25′ Ј; 151° 40′ И / 17.42° Ј; 151.67° И | Корално море                  | 2.529          | Копнена површина 1 km²                 |
| Басас де Педро                                            | 13° 05′ С; 72° 25′ И / 13.08° С; 72.42° И   | Лакадиви, Индија              | 2.474          | Потопљен, најплиће 16,4 m              |
| Ардејжа брег                                              | 7° 43′ С; 114° 15′ И / 7.71° С; 114.25° И   | Острва Спретли                | 2.347          | Спруд на јужној страни                 |
| Кваџалајн атол                                            | 9° 11′ С; 167° 28′ И / 9.19° С; 167.47° И   | Маршалска Острва              | 2.304          | Копнена површина 16,4 km²              |
| Дијаманско острвски брег                                  | 17° 25′ Ј; 150° 58′ И / 17.42° Ј; 150.96° И | Корално море                  | 2.282          | Копнена површина <1 km²                |
| Намонуито атол                                            | 8° 40′ С; 150° 00′ И / 8.67° С; 150.00° И   | Чук, СДМ                      | 2.267          | Копнена површина 4,4 km²               |
| Ари атол                                                  | 3° 52′ С; 72° 50′ И / 3.86° С; 72.83° И     | Малдиви                       | 2.252          | Копнена површина 69 km²                |
| Маро гребен                                               | 25° 25′ С; 170° 35′ З / 25.42° С; 170.59° З | Северозападна Хавајска острва | 1.934          |                                        |
| Рангироа                                                  | 15° 08′ Ј; 147° 39′ З / 15.13° Ј; 147.65° З | Архипелаг Туамоту             | 1.762          | Копнена површина 79 km²                |
| Коламадулу                                                | 2° 22′ С; 73° 07′ И / 2.37° С; 73.12° И     | Малдиви                       | 1.617          | Копнена површина 79 km²                |
| Кафу атол (Северниа Мале атол)                            | 4° 25′ С; 73° 30′ И / 4.42° С; 73.50° И     | Малдиви                       | 1.565          | Копнена површина 69 km²                |
| Онтонг Јава атол                                          | 5° 16′ Ј; 159° 21′ И / 5.27° Ј; 159.35° И   | Соломонова Острва             | 1500           | Копнена површина 12 km²                |

У већини случајева, површина атола је веома мала у поређењу са укупном површином. Атолска острва су ниско лежећа, са надморском висином мањом од 5 m (16 ft). Мерено укупном површином, Лифоу (1.146 km2, 442 sq mi) је највећи издигнути корални атол на свету, а следи острво Ренел (660 km2, 250 sq mi). Више извора, међутим, наводи Киритимати као највећи атол на свету по површини. Оно је такође подигнут корални атол (321 km2, 124 sq mi копнене површине; према другим изворима чак 575 km2, 222 sq mi), 160 km2 (62 sq mi) главна лагуна, 168 km2 (65 sq mi) друге лагуне (према другим изворима 319 km2, 123 sq mi укупна величина лагуне).

## Истрага Краљевског друштва из Лондона
Године 1896, 1897. и 1898. Краљевско друштво из Лондона је извршило бушење на атолу Фунафути у Тувалу у циљу истраживања формирања коралних гребена. Желели су да утврде да ли се трагови плитководних организама могу наћи на дубини у коралима пацифичких атола. Ово истраживање је следило рад на структури и дистрибуцији коралних гребена који је спровео Чарлс Дарвин у Пацифику.
Прву експедицију 1896. године водио је професор Вилијам Џонсон Солас са Универзитета у Оксфорду. Међу геолозима су били Валтер Џорџ Вулнау и Еџворт Дејвид са Универзитета у Сиднеју. Професор Еџворт Дејвид водио је експедицију 1897. године. Трећу експедицију 1898. предводио је Алфред Едмунд Финк.